# Corliss Palmer
Corliss Palmer, nata Caroline Palmer (Edison, 25 luglio 1899 – Camarillo, 27 agosto 1952), è stata un'attrice statunitense.

## Biografia
Corliss Palmer nacque nel 1899 nella numerosa famiglia di un ingegnere che morì nel 1910. La famiglia si trasferì a Macon dove la madre si risposò aggiungendo ai sei figli di primo letto altri tre bambini. Impiegata in una ditta di legname, nel 1920 Corliss partecipò al concorso Fame and Fortune, organizzato dal newyorkese Motion Picture Magazine, diretto da Eugene Brewster, che garantiva alla vincitrice la parte in un film e due anni di pubblicità.
Vinto il concorso, debuttò nel 1922 nel film From Farm to Fame, con Mary Pickford e Lillian Gish. In tutta la sua carriera, conclusa nel 1931, partecipò a sedici film, dei quali va ricordato Bromo and Juliet (1926) con Charley Chase e un Oliver Hardy senza Stan Laurel. Eugene Brewster creò una linea di cosmetici largamente pubblicizzata nella sua rivista dalla Palmer, che andò a vivere con i coniugi Brewster nella loro grande casa di Long Island. Presto i due divennero amanti e nel 1926 si sposarono, subito dopo che Eugene Brewster ebbe ottenuto dalla moglie un divorzio molto oneroso.
La grande crisi economica succeduta al crollo della Borsa di New York investì anche l'impresa di Brewster, che dovette chiudere. Nel 1932 seguì anche il divorzio da Corliss Palmer che, conclusa la sua carriera di attrice, cadde in una profonda depressione alla quale non pose rimedio nemmeno il suo secondo matrimonio con William Taylor, un cowboy che si esibiva nei rodei.
Alcolizzata e con problemi psichici, Corliss Palmer morì a 53 anni in un ospedale psichiatrico di Camarillo, in California, e fu sepolta nel Woodlawn Memorial Cemetery di Santa Monica in una tomba senza nome accanto a quella del fratello Grady.

## Filmografia
- From Farm to Fame (1922)
- Her Second Chance (1926)
- Bromo and Juliet (1926)
- The Return of Boston Blackie (1927)
- A Man's Past (1927)
- Polly of the Movies (1927)
- Honeymoon Hate (1927)
- Scarlet Youth (1928)
- The Noose (1928)
- Clothes Make the Woman (1928)
- Trial Marriage (1928)
- Into the Night (1928)
- The Night Bird (1928)
- George Washington Cohen (1928)
- Broadway Fever (1929)
- Honeymoon Lane (1931)